# 장수가야운동장
장수가야운동장(長水伽倻運動場, Jangsu Gaya Stadium)은 대한민국 전북특별자치도 장수군에 있는 스포츠 시설이다. 천연잔디 필드가 갖춰진 경기장이며, 1997년에 준공되었다. 2014년에 야구장이 설치되었다. '장수공설운동장'이라는 이름으로 개장된 후, 2021년에 '장수가야운동장'으로 명칭이 변경되었다.

## 참고 문헌
- “장수가야운동장”. 《장수군청》. 장수군청.
- “장수가야운동장”. 《전라북도 생활체육안내》. 전라북도체육회.
- 《2019년 전국 공공체육시설 현황 (2018년말 기준)》. 대한민국 문화체육관광부. 2020.
- 《2020년 전국 공공체육시설 현황 (2019년말 기준)》. 대한민국 문화체육관광부. 2021.
- 《2021년 전국 공공체육시설 현황 (2020년말 기준)》. 대한민국 문화체육관광부. 2022.